# Залесский, Борис Владимирович
Борис Владимирович Залесский (14 [26] июля 1887, Казань — 7 июля 1966, СССР) — советский учёный-геолог, петрограф, петрофизик, доктор геолого-минералогических наук, профессор.

## Биография
Родился 26 июля 1887 года в городе Казани.
В 1914 году окончил Политехнический институт в Петрограде, металлургический факультет.
В 1915—1936 годах работал в Петроградском Политехническом институте, лаборатория минералогии и петрографии, сотрудник и стипендиат для подготовки к профессорскому званию, ассистент (1920), доцент.
С 1925 года работал в Петрографическом институте АН СССР (Ленинград), руководил работой лаборатории физико-механического изучения строительного камня и методик физико-механических испытаний.
В 1937 году институт влился в Институт геологических наук АН СССР (с 1956 года выделился в ИГЕМ АН СССР) в Москве.
Был заведующим лабораторией изучавшей механические свойства горных пород.
Область научных интересов — физико-механические свойства горных пород и петрофизика.
Скончался 7 июля 1966 года.[где?]

## Семья
Был женат на пианистке Марии Константиновне Юшковой, учившейся в Санкт-Петербургской консерватории.

## Награды и премии
- Орден Ленина